# Marx và Engels toàn tập

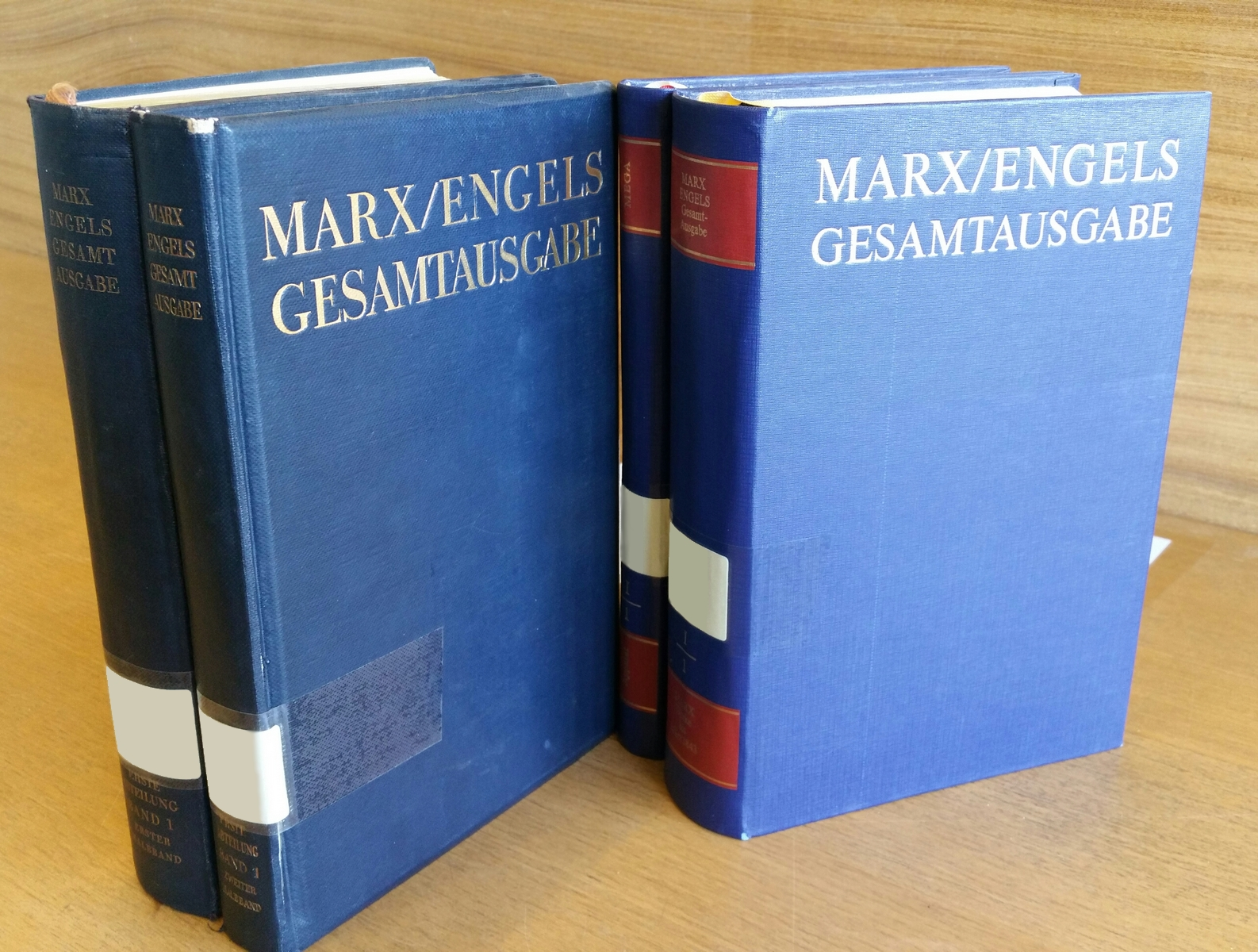
Bộ C.Mác và Ph. Ăng-ghen toàn tập (Marx-Engels-Gesamtausgabe) gồm 2 cuốn đóng bìa

Marx và Engels toàn tập (Marx/Engels Collected Works/Marx-Engels-Gesamtausgabe/MEGA, tên tiếng Việt: C.Mác và Ph. Ăng-ghen toàn tập) là bộ sưu tập sách lớn nhất các tác phẩm của Karl Marx và Friedrich Engels bằng bất kỳ ngôn ngữ nào. Đây là một dự án đang được tiến hành nhằm tạo ra một phiên bản của toàn bộ các tác phẩm của Marx và Engels, tái hiện các tác phẩm còn tồn tại của cả hai tác giả trong những cuốn sách làm bằng giấy chất lượng cao và đóng sách theo quy cách lưu chiểu thư viện. Là một ấn bản học thuật và hàn lâm, phê bình lịch sử (Historisch-kritische), hầu hết các tập trong Marx và Engels toàn tập đều bao gồm các cuốn sách văn bản và phụ lục riêng biệt, phần sau cung cấp thêm thông tin về văn bản đã biên tập. Được khởi xướng từ Viện Chủ nghĩa Marx–Lenin của Đảng Thống nhất Xã hội Chủ nghĩa Đức (SED) tại Berlin và Đảng Cộng sản Liên Xô (CPSU) tại Mátxcơva và được xuất bản do Dietz Verlag (Berlin) dưới dạng một bộ sách ra mắt vào năm 1975, Tuyển tập này bao gồm tất cả các tác phẩm do Marx và Engels xuất bản khi họ còn sống và nhiều bản thảo và thư từ chưa từng được xuất bản trước đây.
Đây cũng là bộ sưu tập lớn nhất hiện có về các bản dịch tiếng Anh các tác phẩm của Karl Marx và Friedrich Engels. Bộ tuyển tập này gồm 50 tập của bộ sưu tập này bao gồm các ấn phẩm của Marx và Engels được phát hành trong suốt cuộc đời của của hai người, nhiều bản thảo chưa xuất bản về các tác phẩm kinh tế của Marx và nhiều thư từ cá nhân. Tuyển tập này chứa phần lớn các tác phẩm được biên soạn bởi Viện Chủ nghĩa Marx-Lenin của Ủy ban Trung ương Đảng Cộng sản Liên Xô và được bởi Nhà xuất bản Tiến bộ (Progress Publishers, năm 1931 ở Moscow) xuất bản từ năm 1975 đến năm 2004, hợp tác với Lawrence and Wishart (1936, London) và International Publishers (1924, New York). Mặc dù khoảng một phần ba tác phẩm của Marx và Engels ban đầu được viết bằng tiếng Anh và một phần được xuất bản trên báo chí Anh hoặc Mỹ, phần lớn di sản văn học của họ không được thu thập, biên dịch và xuất bản dưới dạng ấn bản tiếng Anh mở rộng trong nhiều thập kỷ sau khi họ qua đời. Tại Liên Xô, các bộ sưu tập toàn vẹn các tác phẩm của Marx và Engels đã được biên soạn vào những năm 1920 và 1930 (một ấn bản hoàn chỉnh bị hủy bỏ), cũng như ấn bản tiếng Nga đầu tiên gồm 28 tập. Nhưng chỉ sau khi xuất bản các phiên bản mới bằng tiếng Nga và tiếng Đức vào những năm 1950 và 1960 có tựa đề Marx-Engels-Werke với 39 tập cơ bản và một số tập bổ sung sau đó, một phiên bản tiếng Anh bắt đầu được các biên tập viên Liên Xô biên soạn với sự giúp đỡ của các nhà xuất bản của Đảng Cộng sản Anh và Hoa Kỳ và các biên dịch viên từ các quốc gia này. Sau khi các nguyên tắc biên tập chung đã được thống nhất bởi đại diện của cả ba bên (Viện Chủ nghĩa Mác-Lênin và Nhà xuất bản Tiến bộ, Mátxcơva, Ủy ban Trung ương của các Đảng Cộng sản ở Anh và Hoa Kỳ cùng các nhà xuất bản Lawrence và Wishart, London và Nhà xuất bản Quốc tế, New York) tại một hội nghị ở Mátxcơva vào tháng 12 năm 1969 tập đầu tiên của phiên bản mới được xuất bản vào năm 1975.